# Mislinja
Mislinja är en ort och kommun i den statistiska regionen Koroška i nordöstra Slovenien. Den är belägen i den dal där floden Mislinja rinner. Närmsta större samhällen är Velenje och Slovenj Gradec. Kommunen hade 1 862 invånare vid en folkräkning år 2019, på en yta av drygt 43 kvadratkilometer.

## Bildgalleri

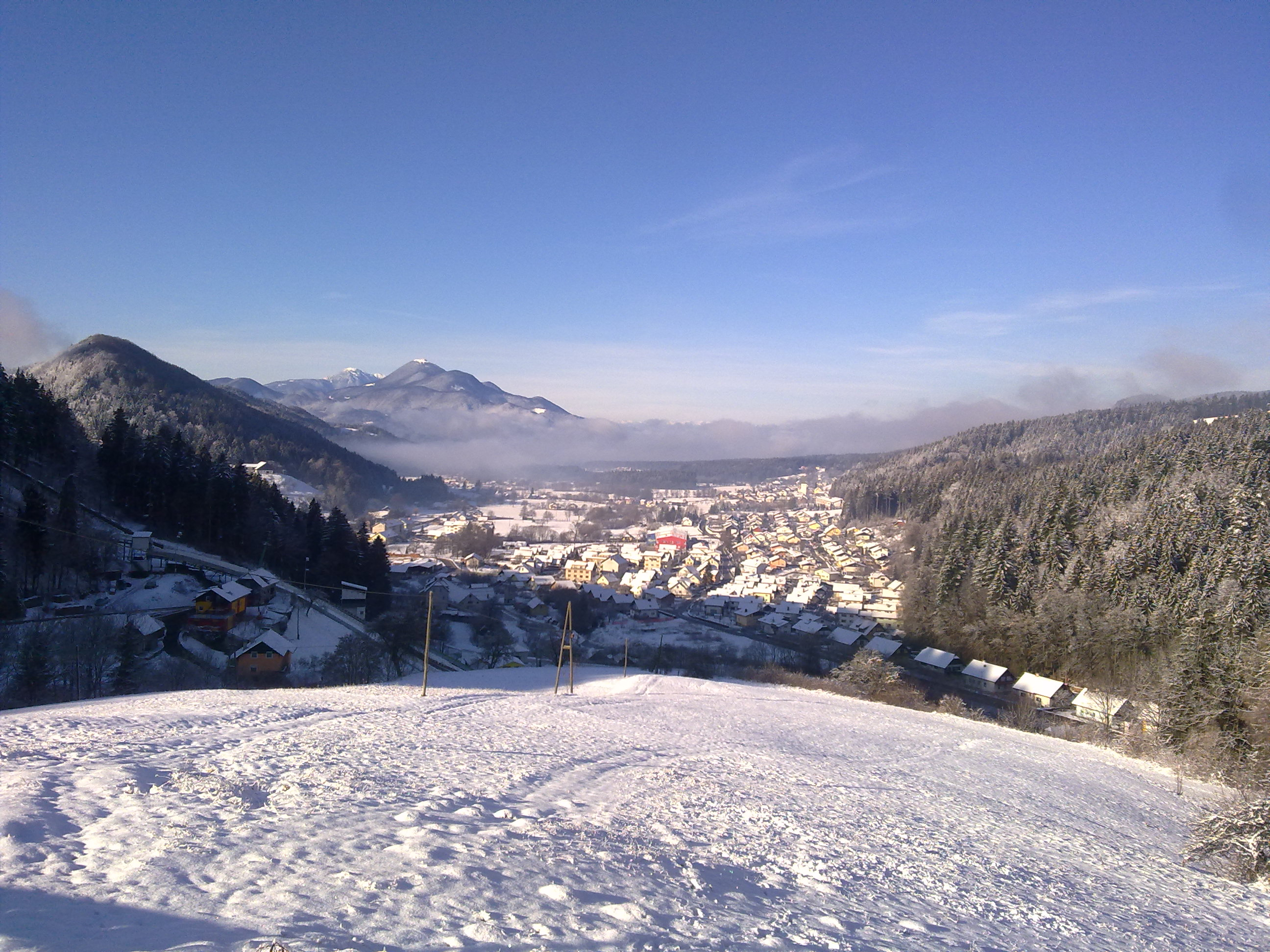
Panorama vinter.
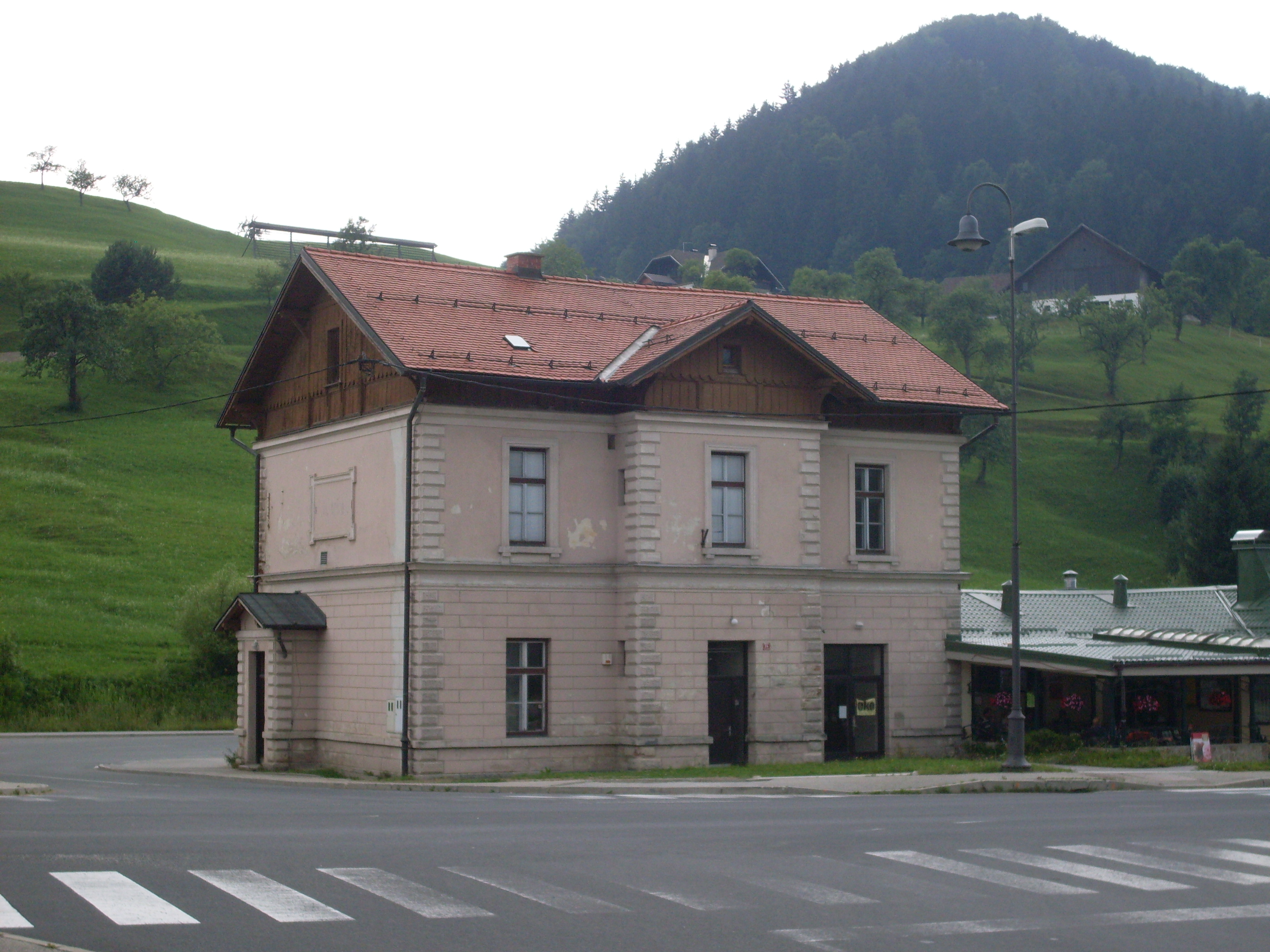
Tidigare järnvägsstation.
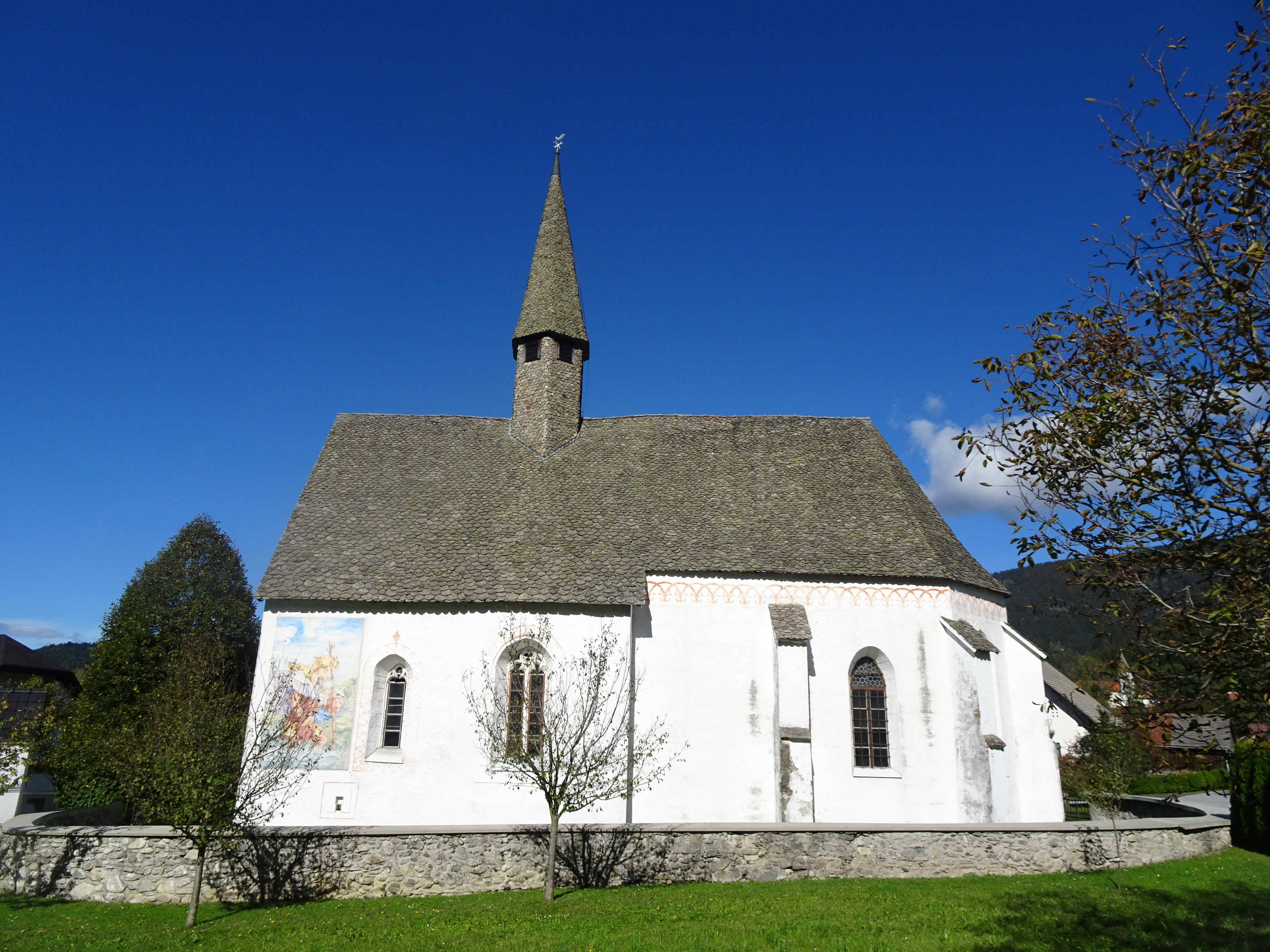
Sankt Acacuis' kyrkan.
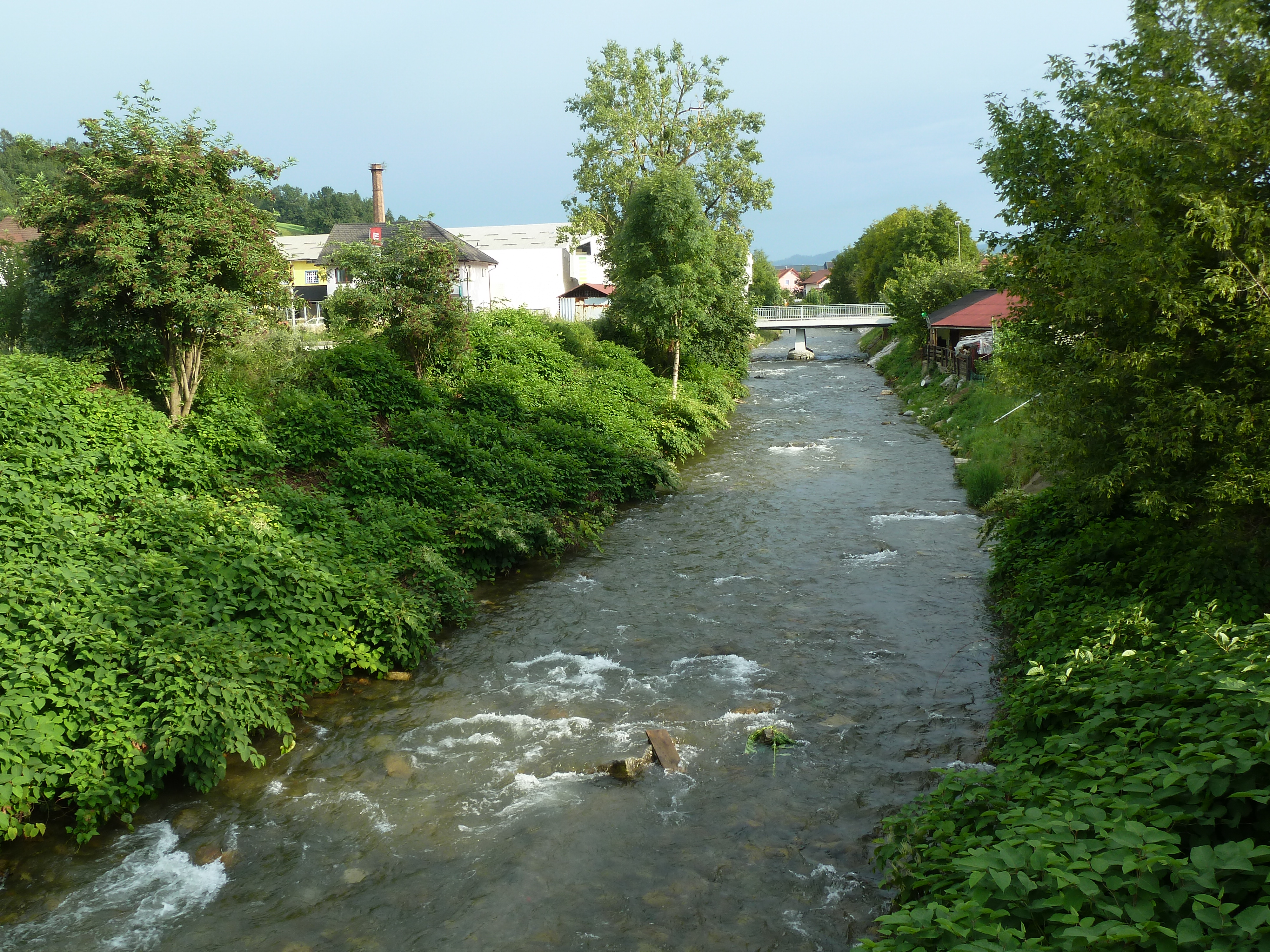
Floden Mislinja
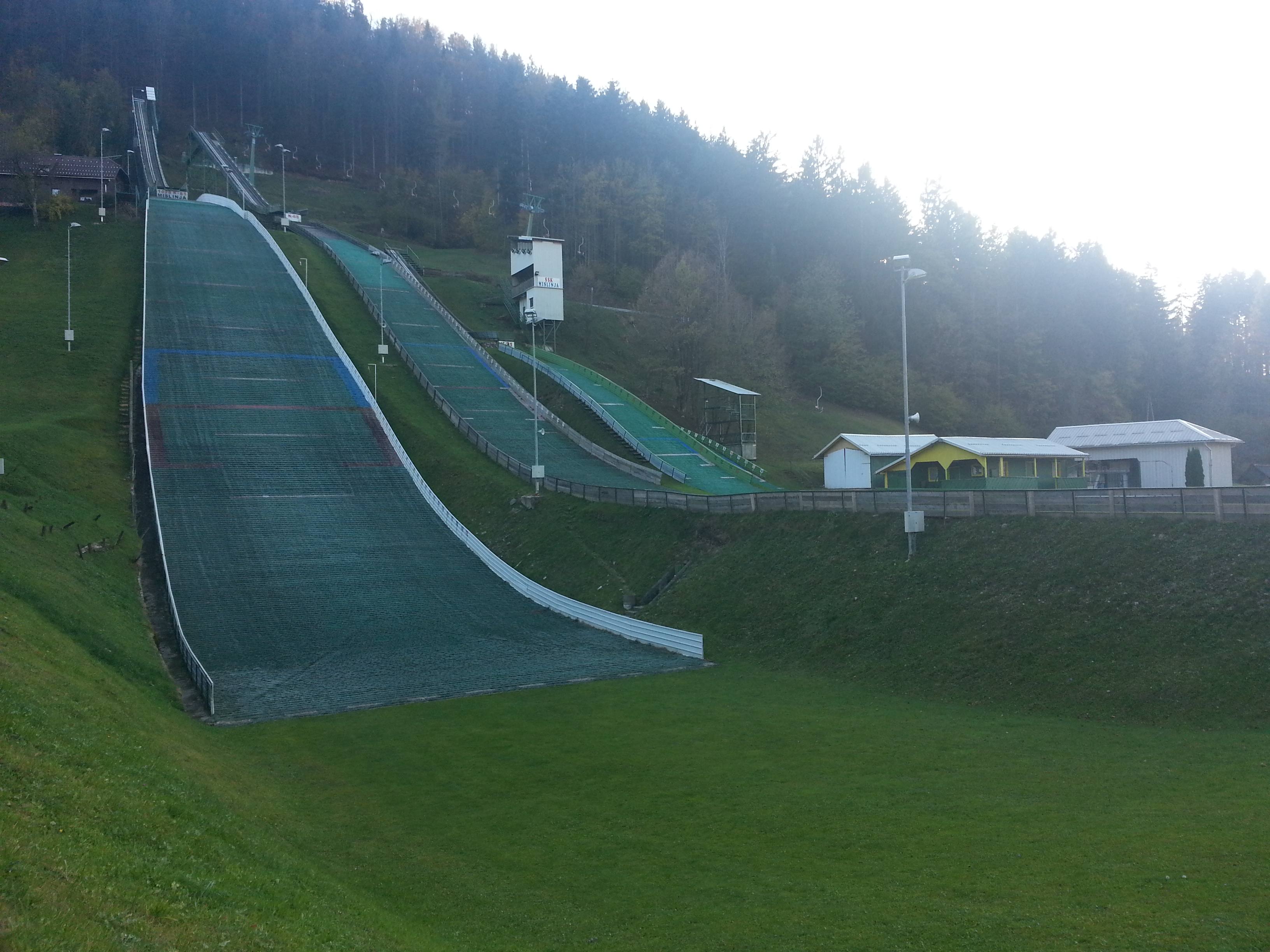
Skidanläggning